# Manolo Prieto
Manuel Prieto Benítez (El Puerto de Santa María, 16 de junio de 1912 – Madrid, 5 de mayo de 1991) fue un dibujante, pintor, diseñador gráfico, ilustrador y escultor de medallas español. Es especialmente conocido por ser el creador de la valla publicitaria del Toro de Osborne en 1956, declarada en 2005 patrimonio cultural y artístico de los pueblos de España.

## Biografía
Provenía de una familia humilde de El Puerto de Santa María donde iniciaría sus primeros estudios formales de dibujo y pintura. Tuvo que vender la bicicleta que le había regalado su abuelo para comprarse pinturas. Con ellos realizó dos exposiciones y con lo que ganó pudo marcharse a vivir a Madrid para seguir trabajando y mantener a su familia. No continuó su trabajo con la pintura a nivel profesional. Se fue apartando de ello hasta terminar abandonándola.
Recibió su formación de dibujo en la Academia de Bellas Artes Santa Cecilia, donde en 1929 ganó su primer premio en una exposición de pintura. Un año después, en 1930 se trasladó a Madrid.
Se formó profesionalmente con Emeterio Melendreras en la revista que éste dirigía, Arte Comercial.
En Madrid ya empezó a dibujar como dibujante en la empresa de publicidad "Publicitas" desde 1932. Al estallar la guerra, militante del Partido Comunista de España, durante la Segunda República Española colaboró como dibujante en la agrupación Milicia Popular, la cabecera del quinto regimiento de milicias. Durante la guerra civil española apoyó al bando republicano y colaboró con dibujos para Altavoz del Pueblo y diario El Sol, además de ser director artístico de un periódico para la tropa del V Cuerpo del Ejército.
Al terminar la Guerra Civil y empezada la Segunda Guerra Mundial empezó a trabajar para la Embajada Americana en Madrid ilustrando artículos de prensa con el seudónimo de "Teté". En 1940 empezó su carrera como portadista de la revista literaria Novelas y Cuentos.
Posteriormente, durante la dictadura de Franco, ilustró artículos en la prensa nacional bajo el seudónimo Teté, trabajó para la Fábrica Nacional de Moneda y Timbre como escultor de medallas, y recibió numerosos premios; como cartelista taurino, trabajo en el que alcanzó gran reconocimiento.
En 1947 empezó a trabajar en la empresa publicitaria Azor donde fue director artístico. Tenían clientes como Peugeot, Danone o el Real Madrid.
En 1959 termina la relación entre Novelas y Cuentos y es uno de los últimos ilustradores a la vieja usanza dentro de la industria editorial española.  A partir de los años 60 la ilustración fue perdiendo terreno respecto a la fotografía o el fotomontaje y Prieto se reinventa de nuevo.
En 1964 fue opositor a la Cátedra de Dibujo de la Escuela Superior de Bellas Artes de San Fernando de Madrid donde estructuró su método de enseñanza considerando que «El arte cumplió siempre un fin social y estuvo al servicio de algo» 
En los años 60 empieza su etapa como medallista, aprende la técnica y realiza sus primeras exposiciones como medallista. A principios de los 70 empieza sin colaboración con "Acuñaciones Españolas S.A." donde trabajará ocho años y donde de nuevo su trabajo como medallista es premiado. También trabaja en el Instituto Numismático.

## Obra
Fue uno de los pioneros en España en construir la profesión de diseñador en una generación a la que pertenecen también Josep Planas, Jordi Fornas, Cirici Pellicer, Tomás Vellvé, Josep Artigas, Ricard Giralt Miracle o Julián Santamaría.
Prieto consideraba que “El buen cartel debe atraer por su belleza, retener por su intención, convencer por su mensaje y, luego, provocar una sonrisa si es posible”  “Ha de ser sencillo y justo en su concepción, no debe tener nada de más ni de menos”, “todo aquel que deba apoyarse en un texto, no es buen cartel. El afiche actual español ha dejado de serlo para convertirse en una estampita bonita que nada tiene que ver con la actualidad”, según referencia de su discurso en la Academia de Bellas Artes de Santa Cecilia.
De su estudio salieron más de 600 portadas para la serie Novelas y Cuentos de la editorial Dédalo. También realizó anuncios publicitarios para empresas españolas como Renfe, Nestlé, Aviaco, Anís Castellana, además de carteles taurinos, de lírica y de teatro. Dedicó sus últimos años a la creación de medallas.

### El Toro de Osborne convertido en símbolo cultural español

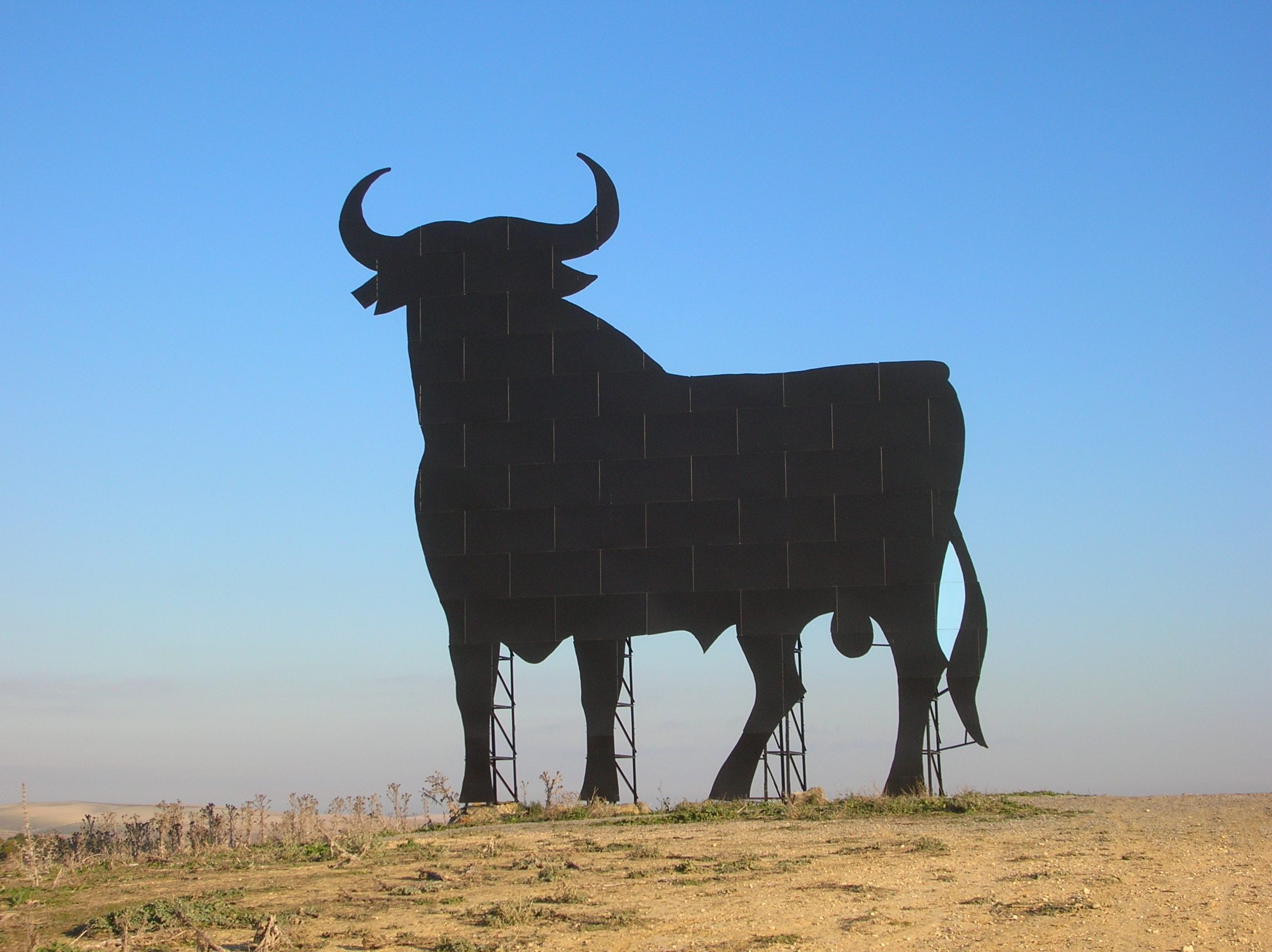
Toro de Osborne cercano a Las Cabezas de San Juan, Sevilla

Su obra gráfica más conocida es una silueta del Toro de Osborne (1956), originariamente un anuncio del Grupo Osborne que en 2005 fue considerado tras una sentencia judicial un símbolo nacional más que una marca de Osborne siendo considerado patrimonio cultural y artístico de los pueblos de España.
La Junta de Andalucía inscribió el diseño del toro, del que llegaron a existir hasta quinientas vallas distribuidas por cientos de carreteras de todo el país, en el Catálogo General del Patrimonio Histórico Andaluz en 1996, cuando surgió cierta polémica al solicitar la Dirección General de Tráfico su retirada. 
El Toro de Osborne fue el logotipo para la exposición monográfica "100 años de diseño gráfico en España" celebrada en el año 2000 en el Museo Reina Sofía, que tuvo como comisario al diseñador Alberto Corazón. Sin embargo según el periodista Manuel Lorente:

Manolo Prieto expresó alguna vez su decepción porque, después de lo mucho que llevaba realizado en materia artística, de los muy distintos registros que había tocado dentro de la creación plástica, terminará siendo conocido, generalmente, como el autor del toro en la carretera.

En el Museo de Arte Moderno de Nueva York y en el Museo Nacional de Varsovia se conservan varias de sus obras.

## Premios y reconocimientos
Obtuvo diversos premios nacionales e internacionales 
- Lápiz de Honor de la Asociación de Dibujantes Españoles (1948)
- Académico de la Real Academia Bellas Artes Santa Cecilia (1986)

- Premio Laus por su trayectoria profesional a título póstumo (2000)
- Premio Internacional de Medallas "Isidro Cistaré Golarons"

El Toro de Osbone fue elegido diseño más representativo del siglo XX por las principales asociaciones de diseñadores de España.
En 2021 el Museo del Patrimonio Municipal de Málaga reunió en una exposición casi un centenar de piezas de Prieto, entre ellas las primeras trazas del perfil el Toro de Osborne que dibujó en 1956.

## Fundación Manolo Prieto
La obra de Prieto está almacenada en el Museo Nacional de Artes Decorativas y está gestionada por la  Fundación Manolo Prieto creada en El Puerto de Santa María en diciembre de 2002 impulsada por sus familiares con participación de profesionales del diseño. que recoge una parte de sus numerosas obras, como el diseño de las portadas de las novelas de la colección Novelas y Cuentos (1942-1959).  La fundación trasladó su sede a Madrid en 2014.